# Грузоотсек
Грузоотсек, грузовой отсек, г/о (в авиации) — это отсек для перевозки различных грузов на летательных аппаратах. На транспортных самолётах и вертолётах распространён термин — грузовая кабина. 

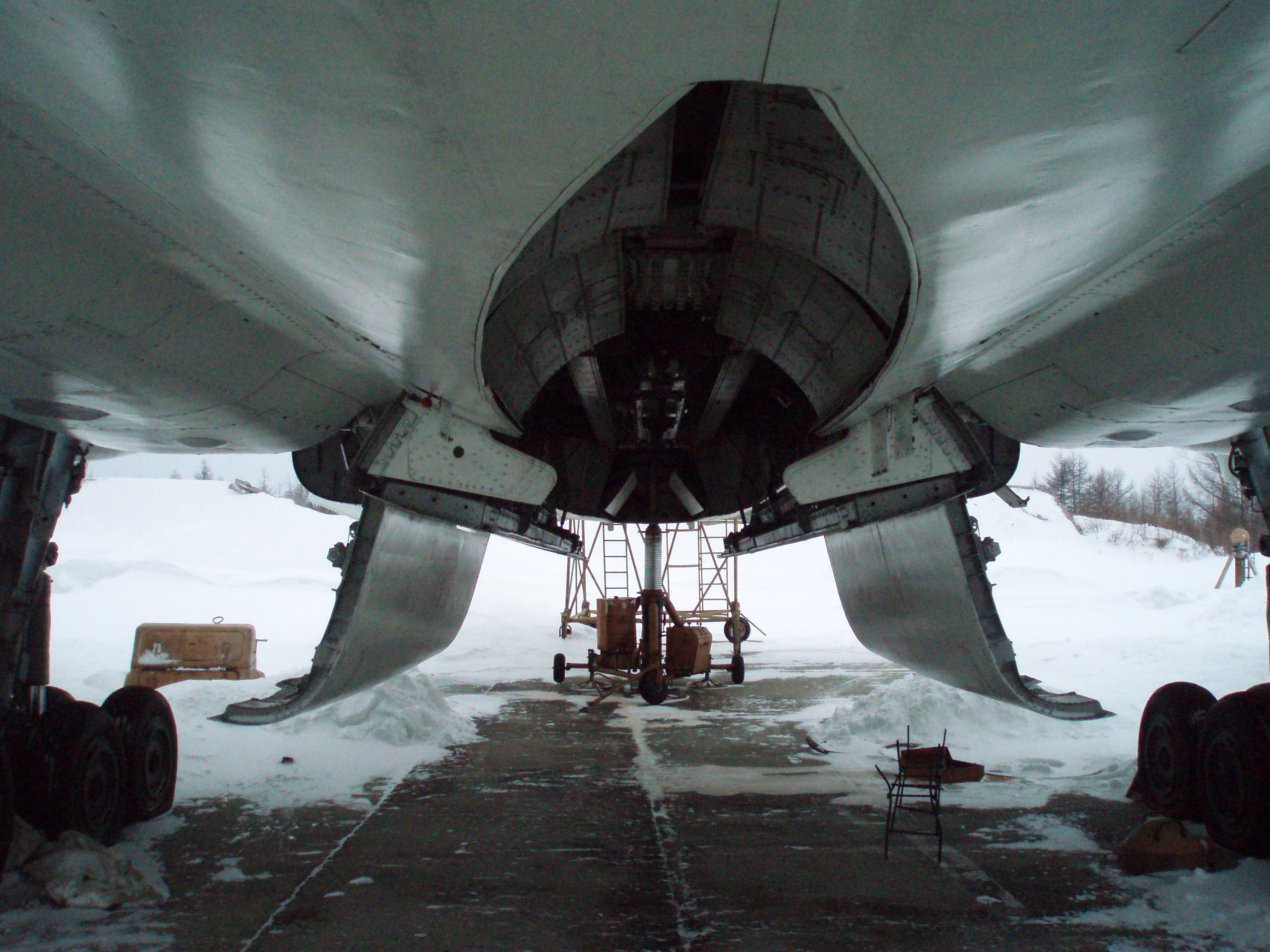
Грузоотсек Ту-22М

На боевых летательных аппаратах грузоотсеком называют отсек сбрасываемого вооружения (устар. — бомбовый отсек, бомболюк), что более конкретно отражает его назначение. Помимо авиационных средств поражения (АСП), в грузоотсек могут подвешиваться различные грузы ("изделия"), в соответствии с предназначением летательного аппарата и предстоящим полётным заданием, например, спасательные контейнеры, осветительные авиабомбы и др. Внутри грузоотсека обычно имеются рисунки и таблицы - схемы размещения грузов для различных вариантов подвески.

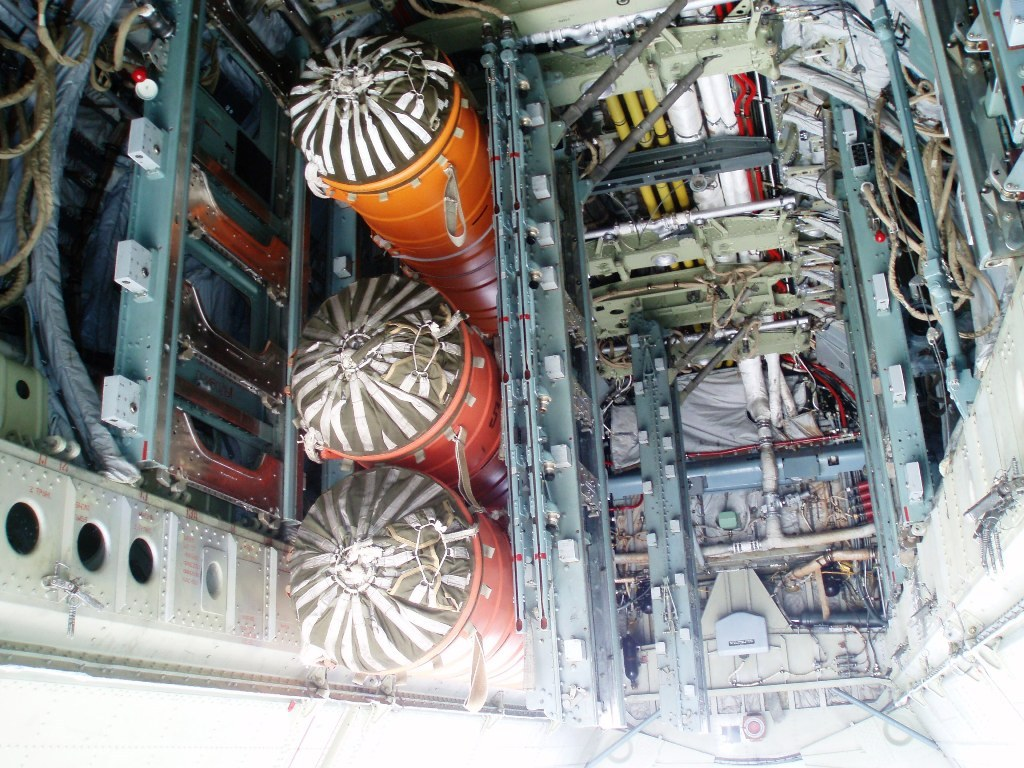
Спасательные кассеты в грузовом отсеке Ту-142М

Грузоотсек находится в нижней средней части фюзеляжа по одной причине — сброс грузов должен не нарушать центровку самолёта. 
Внутри грузоотсека монтируются разнообразные устройства для подвески грузов — кассетные, мостовые или балочные держатели, катапультные устройства или барабанные пусковые установки, их агрегаты и аппаратура, различные подъёмно-такелажные устройства и приспособления, а также общесамолётные системы, блоки и агрегаты. Грузоотсек закрывается створками.
Если самолёт является носителем свободнопадающих ядерных боеприпасов, то грузовой отсек термостабилизируется — он изнутри покрывается утеплителем, например, обклеивается материалом, напоминающим стёганое одеяло, а также в него подаётся горячий воздух по воздуховодам из бортовой системы кондиционирования.
На больших самолётах грузоотсеков может быть несколько. Например, по два самостоятельных г/отсека имеет российский ракетоносец Ту-160 или американский B-1B (на нём передний грузоотсек разделён перегородкой).
Термин «грузоотсек» широко применяется в отечественной авиационной нормативно-технической документации и в разговорной речи в среде специалистов.